# 2月3日
2月3日（にがつみっか）は、グレゴリオ暦で年始から34日目に当たり、年末まであと331日（閏年では332日）ある。

## できごと
- 1377年 - イタリア・チェゼーナに教皇領軍が侵攻し、市民2000人を虐殺（チェゼーナの血浴）。
- 1451年 - オスマン帝国のスルタン・ムラッド2世が死去。子のメフメト2世がスルタンに即位。
- 1488年 - バルトロメウ・ディアスがアフリカ南端の喜望峰に到達し、アフリカ南端にたどり着いた最初のヨーロッパ人となる。
- 1605年（慶長9年12月16日） - 慶長地震が発生、津波被害。
- 1637年 - オランダのチューリップ相場が突然暴落し、チューリップ・バブルが崩壊[1]。
- 1783年 - アメリカ独立戦争: スペインがアメリカ合衆国の独立を承認。
- 1813年 - アルゼンチン独立戦争: サン・ロレンソの戦い。
- 1815年 - スイスで最初の商業生産を目的とするチーズ工場が設立される[2]。
- 1851年（嘉永4年1月3日） - ジョン万次郎がアメリカから10年ぶりに帰国する。
- 1870年 - アメリカ合衆国憲法修正第15条の批准が成立。
- 1870年（明治3年1月3日）- 日本で大教宣布が出され、祭政一致の方針が示される。
- 1901年 - 国家主義団体・黒龍会が内田良平らによって創立される。
- 1913年 - アメリカ合衆国憲法修正第16条の批准が成立。
- 1917年 - 米国がドイツと国交断絶。
- 1922年 - 現在の新潟県糸魚川市勝山地区で雪崩が発生。列車が巻き込まれ死者90人、負傷者40名。（北陸線列車雪崩直撃事故）
- 1930年 - ホー・チ・ミンの指導でベトナム共産党が創設される。
- 1931年 - ホークスベイ地震。ニュージーランド史上最大の被害を出す。258人が死亡。
- 1946年 - 通化事件。通化で日本人が蜂起するが八路軍に鎮圧され数千名が虐殺される。
- 1946年 - ダグラス・マッカーサー がGHQ民政局に日本憲法草案の作成を指示。
- 1952年 - 田口事件発生。
- 1952年 - 金沢刑務所に在日朝鮮人150人が押しかけて暴動が発生。表門の鉄扉を破壊して北朝鮮国旗を立てるなどの抗議活動を展開した[3]。
- 1958年 - 若乃花が第45代横綱に昇進。
- 1959年 - アイオワ州でロックンローラー・バディ・ホリー、リッチー・ヴァレンス、ビッグ・ボッパー（英語版）が乗った小型飛行機が墜落し、パイロットを含めた全員が死亡。ドン・マクリーンが「アメリカン・パイ」の中でこの事故を「音楽が死んだ日」と歌う。
- 1962年 - ケネディ米大統領がキューバとの輸出入を全面禁止し、キューバの経済封鎖を行うと発表。
- 1966年 - ソ連の無人宇宙探査機「ルナ9号」が史上初めて月面軟着陸に成功。
- 1969年 - カイロで開かれたパレスチナ国民議会でヤーセル・アラファトがパレスチナ解放機構議長に任命される。
- 1970年 - 核拡散防止条約に日本が調印。
- 1972年 - 第11回冬季オリンピック・札幌大会が開幕[4]。2月13日まで。
- 1984年 - カリフォルニア大学ハーバー医療センターで世界初の受精卵移植による出産が行われる。
- 1984年 - 札幌中島体育センターで、藤原喜明が入場する長州力を花道で鉄パイプで襲撃する。
- 1986年 - ピクサー・アニメーション・スタジオ創立
- 1996年 - 中国雲南省麗江でM7.0の麗江地震発生。死者309人、負傷者17,057人(内重傷者4,070人)、家を失った人18万人の被害[5]。
- 1998年 - アメリカ海兵隊のパイロットがイタリア・カヴァレーゼのスキー場でリフトのケーブルをくぐりぬけて飛行しようとし、ケーブルを切断、20人を死亡させる。（チェルミス・ロープウェイ切断事件）
- 1998年 - Netscapeブラウザのソースコードの公開方法の会議の中で、初めてオープンソースという言葉が使われる。
- 2005年 - 福岡市地下鉄七隈線の天神南駅 - 橋本駅間が開業。
- 2011年 - IANAが予約していたIPv4アドレスの中央在庫がRIRに分配され枯渇[6]。
- 2018年 - 内之浦宇宙空間観測所からSS-520ロケット5号機から超小型衛星のTRICOM-1の打ち上げに成功[7]。

## 誕生日
- 1654年 - ピエトロ・アントニオ・フィオッコ、作曲家（+ 1714年）
- 1669年（寛文9年1月3日） - 荷田春満、国学者（+ 1736年）
- 1683年（天和3年1月7日） - 立花鑑任、第4代柳河藩主（+ 1721年）
- 1687年（貞享3年12月21日） - 鍋島宗茂、第5代佐賀藩主（+ 1755年）
- 1748年 - サミュエル・オズグッド、第4代アメリカ合衆国郵政長官（+ 1813年）
- 1790年 - ギデオン・マンテル、医師、古生物学者（+ 1852年）
- 1795年 - アントニオ・ホセ・デ・スクレ、ボリビア独立の父（+ 1830年）
- 1809年 - フェリックス・メンデルスゾーン、作曲家（+ 1847年）
- 1811年 - ホレス・グリーリー、政治家、新聞人（+ 1872年）
- 1826年 - ウォルター・バジョット、評論家、ジャーナリスト（+ 1877年）
- 1830年 - ロバート・ガスコイン＝セシル (第3代ソールズベリー侯)、政治家、イギリス首相（+ 1903年）
- 1844年（天保14年12月15日） - 仙石政固、第8代出石藩主・子爵（+ 1917年）
- 1859年 - ヒューゴー・ユンカース、ユンカース社創設者（+ 1935年）
- 1865年（元治2年1月8日） - 郷誠之助、実業家（+ 1942年）
- 1869年（慶応4年1月10日） - 水野錬太郎、政治家（+ 1949年）
- 1871年 - 五百木良三、政治運動家（+ 1937年）
- 1874年 - ガートルード・スタイン、小説家（+ 1946年）
- 1878年 - 国分謙吉、政治家（+ 1958年）
- 1881年 - 神保重吉、政治家、弁護士（+1957年）
- 1885年 - 田辺元、哲学者（+ 1962年）
- 1887年 - ゲオルク・トラークル、詩人（+ 1914年）
- 1889年 - カール・テオドア・ドライヤー、映画監督（+ 1968年）
- 1893年 - ガストン・ジュリア、数学者（+ 1978年）
- 1894年 - ノーマン・ロックウェル、画家（+ 1978年）
- 1898年 - アルヴァ・アールト、建築家、デザイナー（+ 1976年）
- 1899年 - 老舎、小説家、劇作家（+ 1966年）
- 1904年 - 目加田誠、中国文学者（+ 1994年）
- 1904年 - ルイージ・ダッラピッコラ、作曲家（+ 1975年）
- 1906年 - 田口連三、実業家、元石川島播磨重工業社長（+ 1990年）
- 1907年 - ウォルト・モーレー、児童文学作家（+ 1992年）
- 1908年 - 永井隆、医学者、随筆家（+ 1951年）
- 1909年 - 宮島義勇、撮影監督（+ 1998年）
- 1909年 - シモーヌ・ヴェイユ、哲学者（+ 1943年）
- 1911年 - ジャン・アラン、オルガニスト、作曲家（+ 1940年）
- 1912年 - 檀一雄、小説家（+ 1976年）
- 1912年 - 小形研三、造園家（+ 1988年）
- 1921年 - ラルフ・アルファー、物理学者（+ 2007年）
- 1924年 - エドワード・P・トムスン、歴史家、社会主義思想家（+ 1993年）
- 1924年 - 石本美由紀、作詞家（+ 2009年）
- 1925年 - 伊藤栄樹、検察官（+ 1988年）
- 1926年 - 高橋二三、脚本家（+ 2015年）
- 1927年 - 井口洋夫、化学者（+ 2014年）
- 1928年 - 鴨居玲、洋画家（+ 1985年）
- 1929年 - 福山象三、俳優、演出家（+ 1996年）
- 1929年 - カミロ・トーレス・レストレポ、コロンビアのカトリック司祭（+ 1966年）
- 1930年 - 品田雄吉、映画評論家（+ 2014年）
- 1931年 - 真銅孝三、実業家、倉敷紡績社長・会長（+ 2025年）
- 1931年 - 雨宮敬子、彫刻家（+ 2019年）
- 1931年 - 舟橋元、俳優（+1974年）
- 1933年 - 濱田隆士、古生物学者（+ 2011年）
- 1933年 - 志賀節、政治家（+2021年）
- 1934年 - 秋山登、元プロ野球選手、プロ野球監督（+ 2000年）
- 1935年 - ジョニー・"ギター"・ワトソン、ブルースギタリスト（+ 1996年）
- 1935年 - 飯山平一、元プロ野球選手
- 1936年 - 小沢さとる、漫画家
- 1939年 - 賀来弓月、外交官、評論家
- 1940年 - 城之内邦雄、元プロ野球選手
- 1941年 - ドリー・ファンク・ジュニア、元プロレスラー
- 1942年 - 田中聡子、元水泳選手、コーチ
- 1942年 - エフゲニー・シャポシニコフ、軍人、政治家（+ 2020年）
- 1943年 - 福本清三、俳優（+ 2021年）
- 1943年 - ブライス・ダナー、女優
- 1944年 - ヒサクニヒコ、漫画家
- 1944年 - 千草宗一郎、テレビプロデューサー、実業家
- 1944年 - 矢玉四郎、児童文学作家、画家（+2024年）
- 1946年 - 三宅幸夫、音楽学者（+2017年）
- 1947年 - デイヴ・デイヴィス、ミュージシャン（キンクス）
- 1947年 - ポール・オースター、小説家、詩人（+ 2024年）
- 1948年 - 小野寺正、実業家
- 1948年 - カルロス・フィリペ・シメネス・ベロ、司教、ノーベル平和賞受賞
- 1948年 - ヘニング・マンケル、推理作家、児童文学作家（+ 2015年）
- 1948年 - 桂誠、外交官
- 1949年 - 北村哲治、元プロ野球選手
- 1950年 - モーガン・フェアチャイルド、女優
- 1952年 - 津雲むつみ、漫画家（＋2017年）
- 1954年 - 根岸季衣、女優
- 1954年 - 斎藤輝美、元プロ野球選手
- 1955年 - 烏丸せつこ、女優
- 1955年 - 渡辺俊幸、作曲家
- 1956年 - 福江純、天文学者
- 1956年 - ネイサン・レイン、俳優
- 1957年 - 国谷裕子、キャスター
- 1957年 - みぶ真也、一人芝居俳優、怪談タレント
- 1957年 - 玉元光男、歌手（フィンガー5）
- 1957年 - 山崎尋美、元騎手、調教師
- 1957年 - 河瀬雅英、元プロ野球選手
- 1958年 - グレゴリー・マンキュー、経済学者
- 1958年 - 松下建夫、元プロ野球選手
- 1959年 - 小西康陽、ミュージシャン
- 1959年 - 柴田まゆみ、シンガーソングライター
- 1959年 - フェルザン・オズペテク、映画監督
- 1960年 - ケリー・フォン・エリック、プロレスラー（+ 1993年）
- 1960年 - マーティ・ジャネッティ、プロレスラー
- 1960年 - ヨアヒム・レーヴ、元サッカー選手、指導者
- 1963年 - 川合俊一、タレント、元バレーボール選手
- 1963年 - 松井秀、アナウンサー
- 1964年 - 片瀬清利、元プロ野球選手
- 1964年 - 田亀源五郎、漫画家
- 1964年 - ミヒャエル・ルンメニゲ、元サッカー選手
- 1964年 - ENRIQUE、ベーシスト
- 1965年 - 森田修一、元陸上競技選手、指導者
- 1966年 - 伊藤毅、ミュージシャン
- 1966年 - 宮崎敦吉、俳優、声優[8]
- 1966年 - 松本小雪、タレント
- 1967年 - 谷瑞恵、小説家
- 1967年 - 岡本麻弥、声優
- 1968年 - 尾上龍太郎、漫画家
- 1969年 - 彩花みん、漫画家[9]
- 1969年 - 小島英揮、実業家
- 1970年 - 豊田道倫、歌手
- 1970年 - リッチー・コッツェン、ミュージシャン
- 1970年 - 中座真、将棋棋士[10]
- 1970年 - オスカル・コルドバ、元サッカー選手
- 1971年 - 有田哲平、お笑い芸人（くりぃむしちゅー）
- 1972年 - 三浦七緒子、声優
- 1974年 - 宮島依里、声優
- 1974年 - 平田治、放送作家
- 1975年 - 牛川とこ、元レースクイーン
- 1976年 - バート・ミアディッチ、元プロ野球選手
- 1976年 - イゴール・ルカニン、フィギュアスケート選手
- 1976年 - アイラ・フィッシャー、女優
- 1976年 - 椎名英姫、女優、モデル
- 1976年 - ダディー・ヤンキー、ミュージシャン
- 1977年 - ブルーノ・エベルトン・クアドロス、元サッカー選手
- 1977年 - 小河正史、元声優
- 1978年 - 増沢由貴子、元騎手、調教助手
- 1978年 - 中屋大介、政治家
- 1979年 - 川島明、お笑い芸人（麒麟）
- 1980年 - 吉岡美穂、タレント、元グラビアアイドル
- 1980年 - 堤さやか、元AV女優
- 1980年 - 張力、元野球選手
- 1981年 - 風野舞子、元グラビアアイドル
- 1981年 - 遠藤大智、声優
- 1982年 - 松下亜吉、デザイナー、イラストレーター、ライター
- 1982年 - 清水ゆみ、女優
- 1982年 - 伊礼彼方、俳優
- 1983年 - 古力、囲碁棋士
- 1984年 - まぁこ、お笑い芸人
- 1984年 - 東長濱秀作、ハンドボール選手
- 1985年 - 中江翼、俳優
- 1985年 - 八代みなせ、女優、タレント、モデル
- 1986年 - 柳原可奈子 、お笑いタレント
- 1987年 - 田中里奈、モデル
- 1988年 - キュヒョン、アイドル、ミュージカル俳優（SUPER JUNIOR）
- 1988年 - 須藤祐実、声優
- 1988年 - 宮崎麗香、実業家、タレント
- 1989年 - 延江大輔、元プロ野球選手
- 1989年 - 渡邉卓也、プロボクサー
- 1990年 - 石橋里紗、元バレーボール選手
- 1990年 - マイケル・ウチェボ、サッカー選手
- 1990年 - 浦尾岳大、俳優、声優
- 1990年 - 小原莉子、声優、ギタリスト（RAISE A SUILEN、元The Sketchbook）
- 1990年 - 鈴木美咲、声優
- 1990年 - 岸大将、お笑い芸人（きしたかの）
- 1990年 - ショーン・キングストン、ラッパー
- 1990年 - 本間成美、プロボウラー
- 1991年 - まえだくん、漫画家
- 1991年 - 谷内亮太、元プロ野球選手
- 1992年 - 大野将平、柔道家
- 1992年 - 豊田宣広、競泳選手
- 1992年 - シュミット・ダニエル、サッカー選手
- 1992年 - オルランド・カリステ、プロ野球選手
- 1992年 - 杉浦里穂、歌手、モデル（元キャナァーリ倶楽部）
- 1992年 - マイロ、ラッパー、音楽プロデューサー
- 1993年 - 池田晃信、俳優
- 1993年 - 中村桃佳、競艇選手
- 1994年 - ルーグネッド・オドーア、プロ野球選手
- 1994年 - ブルックス・クリスキー、プロ野球選手
- 1994年 - 和田颯、歌手、ダンサー、俳優（Da-iCE）
- 1995年 - 土屋太鳳、女優
- 1996年 - 井阪郁巳、俳優
- 1996年 - 熊谷知博、元子役
- 1996年 - 田村真子、TBSアナウンサー
- 1997年 - 奥西亮太、元子役
- 1997年 - 髙橋光成、プロ野球選手
- 1997年 - 井桁弘恵、女優
- 1998年 - 石原貴規、プロ野球選手
- 1998年 - 成田翔、元プロ野球選手
- 1998年 - 佐藤栞、元アイドル（元AKB48）
- 1999年 - 橋本環奈[11]、女優、歌手
- 1999年 - 弓木奈於、アイドル（乃木坂46）
- 2000年 - 斎藤アリーナ、ミュージシャン
- 2000年 - 杉浦花菜、元子役
- 2000年 - 伊藤康祐、プロ野球選手
- 2000年 - 谷口茉妃菜、アイドル（STU48）
- 2000年 - 太田和さくら、アイドル（元KissBee、元コレって恋ですか?）
- 2000年 - 熊田茜音、声優、歌手
- 2002年 - 山邊歩夢、アイドル（元AKB48）
- 2002年 - 菊池日菜子、女優、モデル
- 2003年 - 久松由依、アイドル（fishbowl）
- 2004年 - レイ、アイドル（IVE）
- 2005年 - 平野夢来、モデル
- 生年不詳 - 吉田羊、女優
- 生年不詳 - あゆみゆい、漫画家
- 生年不詳 - 桜木つぐみ、声優
- 生年不詳 - 中村徳也、声優
- 生年不詳 - 東和良[12]、声優
- 生年不詳 - 田邊幸輔、声優
- 生年不詳 - 永見はるか、元声優
- 生年不詳 - 松永雪希、元声優
- 生年不詳 - AKi、ミュージシャン（シド）
- 生年不詳 - TAKUYA、ミュージシャン（Qyoto）
- 生年不詳 - 伊藤理恵、ラジオパーソナリティ

## 忌日

教育者福澤諭吉(1835-1901)没。慶應義塾を創設した。

第28代アメリカ合衆国大統領ウッドロウ・ウィルソン(1856-1924)没。

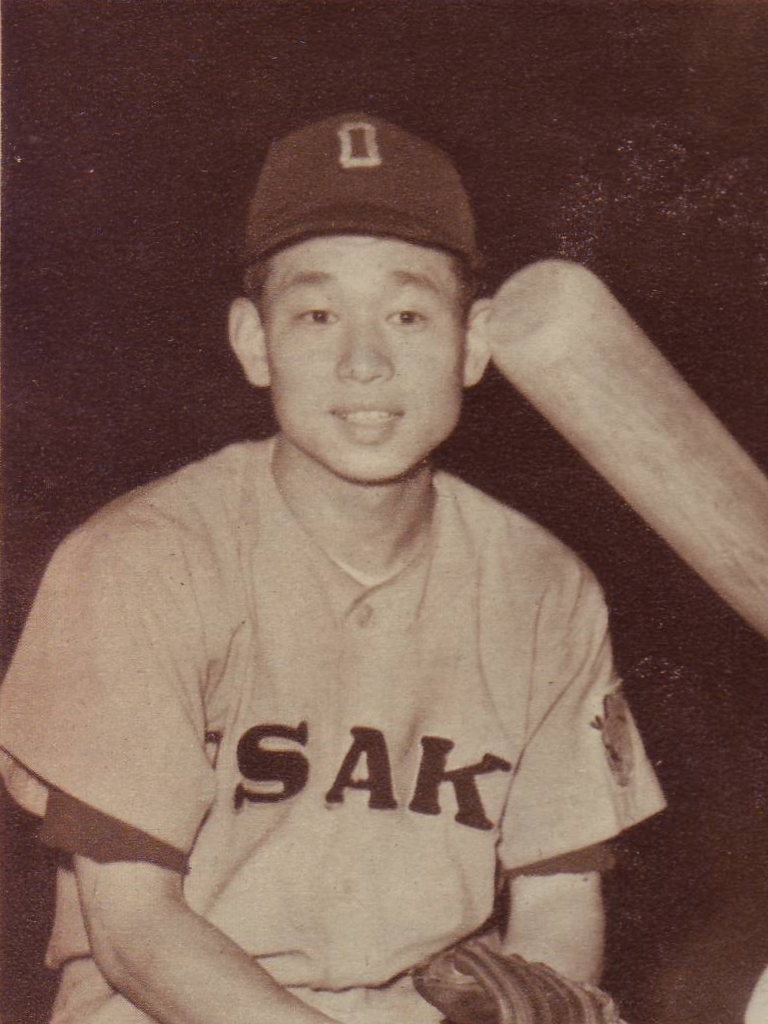
プロ野球選手、監督吉田義男(1933-2025)没。

- 619年 - カンタベリーのラウレンティウス、カンタベリー大司教
- 853年（仁寿2年12月22日） - 小野篁、歌人（* 802年）
- 1014年 - スヴェン1世、デンマーク王（* 960年）
- 1116年 - カールマーン、ハンガリー王（* 1070年頃）
- 1117年（永久4年12月30日）- 源基綱、平安時代の公卿（* 1049年）
- 1239年（暦仁元年12月28日）- 九条任子、後鳥羽天皇の中宮（* 1173年）
- 1399年 - ジョン・オブ・ゴーント、ランカスター公（* 1340年）
- 1428年（応永35年1月18日） - 足利義持、室町幕府第4代将軍（* 1386年）
- 1451年 - ムラト2世、第6代オスマン帝国スルタン（* 1404年）
- 1468年 - ヨハネス・グーテンベルク、金細工師、印刷業者（* 1398年頃）
- 1573年（元亀元年1月1日）- 村上義清、戦国大名（* 1501年）
- 1704年 - アントーニオ・モリナーリ、画家（* 1655年）
- 1737年 - トンマーゾ・チェバ（英語版）、数学者（* 1648年）
- 1751年 - ムザッファル・ジャング、ニザーム藩王（* 生年不詳）
- 1752年（宝暦元年12月19日） - 大岡忠相、幕臣、大名、大岡越前のモデル（* 1677年）
- 1779年 - ルイ・ド・ジョクール、医師、啓蒙思想家、著作家（* 1704年）
- 1798年（寛政9年12月18日） - 宇田川玄随、医学者、蘭学者（* 1756年）
- 1806年 - ニコラ・エドム・レチフ・ド・ラ・ブルトンヌ、文学者（* 1734年）
- 1813年 - ボナヴェントゥラ・コルティ、微生物学者（* 1729年）
- 1814年 - ヤン・コジェルフ、作曲家（* 1738年）
- 1844年 - ピエトロ・ベンヴェヌーティ、画家（* 1769年）
- 1862年 - ジャン＝バティスト・ビオ、物理学者（* 1774年）
- 1864年 - ペトルス・キップ（英語版）、化学者、キップの装置発明者（* 1808年）
- 1887年 - ベル・スター、 無法者（山賊女王）（* 1848年）
- 1890年 - クリストフ・ボイス・バロット、気象学者（* 1817年）
- 1894年 - エドモンド・フレミー、化学者（* 1814年）
- 1900年 - デイヴィッド・マッケンドリー・キー、第30代アメリカ合衆国郵政長官（* 1824年）
- 1900年 - オトカル・ノヴァーチェク、ヴァイオリニスト、作曲家（* 1866年）
- 1901年 - 福沢諭吉、思想家、慶應義塾創設者（* 1835年）
- 1904年 - 田口和美、医学者（* 1839年）
- 1910年 - 藤岡作太郎、国文学者（* 1870年）
- 1911年 - 島地黙雷、浄土真宗の僧侶（* 1838年）
- 1911年 - クリスティアン・ボーア、生理学者、医師（* 1855年）
- 1919年 - エドワード・ピッカリング、天文学者（* 1846年）
- 1923年 - 黒木為楨、日本陸軍の大将（* 1844年）
- 1924年 - ウッドロウ・ウィルソン、第28代アメリカ合衆国大統領（* 1856年）
- 1925年 - オリヴァー・ヘヴィサイド、技術者、数学者（* 1850年）
- 1935年 - ヒューゴー・ユンカース、ユンカース社創設者（* 1859年）
- 1936年 - ゾフィー・フォン・シェーンブルク＝ヴァルデンブルク、アルバニア公ヴィルヘルム・フリードリヒ・ツー・ヴィートの妃（* 1885年）
- 1937年 - 浅野和三郎、英語教師、心霊科学研究者（* 1874年）
- 1945年 - ローラント・フライスラー、ナチス・ドイツ人民法廷長官（* 1893年）
- 1946年 - エドワード・オッペンハイム、小説家（* 1866年）
- 1947年 - マーク・ミッチャー、アメリカ海軍の大将（* 1887年）
- 1851年 - チョウドリー・ラフマト・アリー（英語版）、民族主義活動家（* 1897年）
- 1952年 - 蒲原有明、詩人（* 1876年）
- 1956年 - ロバート・ヤーキーズ、心理学者、動物行動学者（* 1876年）
- 1959年 - 岡田正平、新潟県知事（* 1878年）
- 1959年 - バディ・ホリー、シンガーソングライター（* 1936年）
- 1959年 - リッチー・ヴァレンス、ロックンロール歌手（* 1941年）
- 1959年 - 加藤厚太郎、実業家（* 1895年）
- 1964年 - C・I・ルイス、哲学者、クオリア提唱者（* 1883年）
- 1966年 - 小松耕輔、作曲家、教育家、評論家（* 1884年）
- 1967年 - 武島羽衣、国文学者、歌人、作詞家、日本女子大学名誉教授（* 1872年）
- 1967年 - 泉谷祐勝、野球選手（* 1882年）
- 1967年 - 伊東茂平、服飾デザイナー（* 1898年）
- 1967年 - ジョー・ミーク、音楽プロデューサー（* 1929年）
- 1975年 - ウム・クルスーム、歌手（* 1904年）
- 1982年 - 井手以誠、農民運動家、政治家（* 1909年）
- 1983年 - 田村秋子、新劇女優（* 1905年）
- 1986年 - 駒宮録郎[13]、童画家、詩人（* 1915年）
- 1987年 - 高松宮宣仁親王、皇族（* 1905年）
- 1987年 - 山崎栄次郎、政治家、元東京都墨田区長（* 1911年）
- 1987年 - シオドア・R・コグスウェル、SF作家（* 1918年）
- 1989年 - グレナ・コレット＝ベア、ゴルファー（* 1903年）
- 1989年 - 青山虎之助[14]、雑誌編集者、新生社創業者（* 1914年）
- 1989年 - ライオネル・ニューマン、作曲家、指揮者、ピアニスト（* 1916年）
- 1989年 - ジョン・カサヴェテス、映画監督（* 1929年）
- 1992年 - 渡辺朗、政治家、元静岡県沼津市長（* 1925年）
- 1994年 - アラン・ヘルフリッチ、陸上競技選手（* 1900年）
- 1995年 - 古井喜實、内務省官僚、政治家、第37代法務大臣、第35代厚生大臣（* 1903年）
- 1995年 - 北村暢、政治家（* 1915年）
- 1995年 - アート・ケイン、写真家（* 1925年）
- 1997年 - ボフミル・フラバル、小説家（* 1914年）
- 1997年 - 与田凖一、児童文学者、詩人（* 1905年）
- 1997年 - 橘家三蔵、落語家（* 1937年）
- 1998年 - 佐竹徳、洋画家（* 1897年）
- 1999年 - 植松正、刑法学者、裁判官、検察官、弁護士、一橋大学名誉教授（* 1906年）
- 2000年 - ボニー・カシン（英語版）、ファッションデザイナー（* 1908年）
- 2000年 - 二階堂進、政治家、第36-37代内閣官房長官、第27-28代北海道開発庁長官、第18-19代科学技術庁長官、第18-19代原子力委員会委員長（* 1909年）
- 2001年 - 朝吹三吉、フランス文学者、慶應義塾大学名誉教授（* 1914年）
- 2002年 - 野坂操壽 (初代)、箏曲家（* 1905年）
- 2004年 - ノラ・グルムリーコヴァー、ヴァイオリニスト（* 1930年）
- 2005年 - エルンスト・マイヤー、生物学者（* 1904年）
- 2005年 - ズラブ・ジワニア、政治家、グルジア首相（* 1963年）
- 2006年 - 村田昭、実業家、村田製作所創業者（* 1921年）
- 2006年 - ロマーノ・ムッソリーニ、ピアニスト、画家（* 1927年）
- 2007年 - 宍戸睦郎、作曲家、洗足学園大学名誉教授（* 1929年）
- 2009年 - 徐亨、アスリート、政治家、海軍軍人、実業家（* 1912年）
- 2009年 - 蔡章献、天文学者（* 1923年）
- 2009年 - パヴロ・ザフレベルニィ、小説家（* 1924年）
- 2009年 - 中田直人、弁護士（* 1931年）
- 2009年 - 泡坂妻夫、推理作家、小説家（* 1933年）
- 2010年 - ジョルジュ・ウィルソン、俳優（* 1921年）
- 2010年 - ディック・マグワイア、バスケットボール選手、指導者（* 1926年）
- 2011年 - マリア・シュナイダー、女優（* 1952年）
- 2012年 - ジョン・クリストファー、SF作家（* 1922年）
- 2012年 - 桟熊獅、政治家、元長崎県佐世保市長（* 1923年）
- 2012年 - 武井正直、銀行家、元北洋銀行頭取（* 1925年）
- 2012年 - ベン・ギャザラ、俳優（* 1930年）
- 2013年 - オスカー・フェルツマン、作曲家（* 1921年）
- 2013年 - 十二代目市川團十郎、歌舞伎俳優、演出家（* 1946年）
- 2014年 - ルイーズ・ブラフ、テニス選手（* 1923年）
- 2014年 - リチャード・ブル、俳優（* 1924年）
- 2014年 - ジョーン・モンデール、美術家、第42代アメリカ合衆国副大統領ウォルター・モンデール夫人（* 1930年）
- 2014年 - 鈴木博之、建築史家、東京大学名誉教授（* 1945年）
- 2015年 - チャーリー・シフォード（英語版）、プロゴルファー（* 1922年）
- 2016年 - 浜垣実、政治家、元北海道恵庭市長（* 1926年）
- 2016年 - 井上洋介、絵本作家、イラストレーター（* 1931年）
- 2016年 - モーリス・ホワイト、ミュージシャン（アース・ウィンド・アンド・ファイアー）（* 1941年）
- 2016年 - ジョー・アラスカイ、声優（* 1949年）
- 2017年 - 三浦朱門、小説家、第7代文化庁長官（* 1926年）
- 2017年 - 林義郎、政治家、第97代大蔵大臣、第62代厚生大臣（* 1927年）
- 2018年 - 伊佐千尋、ノンフィクション作家（* 1929年）
- 2018年 - 大西敬三、実業家、元日本製鋼所社長（* 1935年）
- 2018年 - レオン・チャンクラー、ジャズ・ファンクドラマー、作曲家、プロデューサー（* 1952年）
- 2019年 - 高橋恭男、政治家、元長野県大町市長（* 1921年）
- 2019年 - ジュリー・アダムス、女優（* 1926年）
- 2019年 - 腰原愛正、政治家、元長野県大町市長（* 1947年）
- 2020年 - ジョージ・スタイナー、作家、哲学者、文芸批評家（* 1929年）
- 2020年 - ロイ・ウォルトン、手品師（* 1932年）
- 2020年 - ウィリー・ウッド、アメリカンフットボール選手（* 1936年）
- 2020年 - 松葉一清、建築評論家、武蔵野美術大学教授（* 1953年）
- 2021年 - トニー・トラバート、元テニス選手、国際テニス殿堂（* 1930年）
- 2021年 - 川端香男里、ロシア文学者、東京大学名誉教授（* 1933年）
- 2021年 - ジム・ウェザリー、シンガーソングライター（* 1943年）
- 2021年 - 藤野勝、政治家、元東京都武蔵村山市長（* 1947年）
- 2021年 - 張昭、映画プロデューサー、実業家（* 1963年）
- 2022年 - 松田岩夫、政治家、第5代内閣府特命担当大臣（科学技術政策担当）、第6代内閣府特命担当大臣（食品安全担当）（* 1937年）
- 2022年 - ディーター・マン、俳優（* 1941年）
- 2022年 - 中島英樹、アートディレクター（* 1961年）
- 2022年 - アブイブラヒム・ハシミ、イスラム主義活動家、ISIL最高指導者（* 1976年）
- 2023年 - 水田洋、経済学者、社会思想史学者、名古屋大学名誉教授（* 1919年）
- 2023年 - パコ・ラバンヌ、ファッションデザイナー（* 1934年）
- 2023年 - 花里功、実業家、エンドレスアドバンス創業者（* 1952年）
- 2024年 - ヴィットーリオ・エマヌエーレ・ディ・サヴォイア、イタリア王位請求者、元イタリア王国王太子（* 1937年）
- 2024年 - アストン・バレット、ミュージシャン（* 1946年）
- 2025年 - 吉田義男、元プロ野球選手、監督（* 1933年）
- 2025年 - 横江金夫、政治家（* 1934年）
- 2025年 - 矢野宏、英語評論家、エッセイスト（* 1935年）
- 2025年 - クリス・ニューマン、音響技術者（* 1940年）
- 2025年 - ジョン・シューメイト、プロバスケットボール選手、指導者（* 1952年）

## 記念日・年中行事
- 立春（ 日本 1897年、2021年以降4年ごと、2057年、2058年）
- 節分（ 日本 1985年 - 2020年）※立春の前日[15][注 1]
- 大豆の日（ 日本）
この日が豆撒きをする節分になることが多いことから。ニチモウバイオティックスが制定[17]。
- 鬼除け鬼まんじゅうの日（ 日本）
岐阜県瑞浪市の「美濃廣庵 満開堂」が制定。中部地方のソウルフードと呼ばれ、同店で人気の和菓子「鬼まんじゅう」を全国の人々に知ってもらうのが目的。日付は寒さがピークを迎える頃の節分に温かい蒸したての「鬼まんじゅう」を食べて、鬼が現れる夜までに厄除けをしてもらいたいとの思いから[17]。
- のり巻きの日（ 日本）※節分と同日
節分に食べる恵方巻にちなんで、全国海苔貝類漁業協同組合連合会が1987年に制定[18][19]。
- ササミ巻きガムの日（ 日本）
株式会社ペティオが制定。ワンちゃんのおやつとして2000年2月から発売をしている人気商品の「ササミ巻きガム」を、より多くの人に知ってもらうことが目的。日付は節分に食べると縁起が良いとされる恵方巻きに習い、2月3日に[17]。
- 乳酸菌の日（ 日本）
毎月23日の「乳酸菌の日」と共に、1年の中でシンボル的な日としてカゴメ株式会社が制定。日付は2と3で「乳酸」の語呂合わせから[20]。
- にじさんじの日（ 日本）
「にじさんじ」を運営するANYCOLOR株式会社が制定。多くの人に「にじさんじ」のメンバーを知ってもらうことが目的。日付は「に（2）じさん（3）じ」とグループ名に2と3の数字が入っていることから。また2月は「にじさんじ」が本格的に活動を始めた月であることから[17]。
- 絵手紙の日（ 日本）
「絵手紙」を書いて送ることを世界中に呼びかける日として2009年に日本絵手紙協会が制定。日付は、2と3で「ふみ」と読む語呂合わせから[21]。
- 雪池忌（福沢諭吉忌） 日本）
慶應義塾の創設者である福澤諭吉は、1901年（明治34年）2月3日没。墓所は東京の麻布山善福寺[22]。
- 大岡越前の日（ 日本）
享保2年（1717年）旧暦2月3日に、大岡忠相が南町奉行に就任したことに由来している[23]。
- 光悦忌（ 日本）
寛永14年のこの日、刃剣の鑑定を生業にした江戸時代の芸術家本阿弥光悦が亡くなった。書は寛永の三筆の一人に挙げられ、作陶、漆芸に名品を残した光悦は、1615年に徳川家康から京都洛北の鷹峰を賜わり光悦村を形成。光悦没後、屋敷跡は光悦寺となり、光悦の墓も光悦寺にある[24]。
- 節分鎧年越 （ 日本）
栃木県足利市の鑁阿寺で、節分の夜に行われる伝統行事。（そのため、節分の日が2月3日以外の日の場合、その日に開催される[注 2]。）「鎧年越」は、鎌倉時代中期、足利義兼の孫泰氏が、一族の結束と勢力を誇示する為、坂東武者500騎を鑁阿寺南大門に勢揃いさせたという故事にちなむ。節分の夜、坂東武者に扮した市民200人余りが参加する行列が、法螺貝・陣太鼓を鳴らしながら大通りを行進し、織姫公民館から鑁阿寺までの約1.3kmを練り歩く[25]。
- 4人のチャプレンの日（ アメリカ合衆国）
1943年のこの日に、魚雷攻撃を受けたアメリカ陸軍の輸送艦ドーチェスターで救助活動を行って戦死した4名の従軍聖職者を賛える日。1948年にアメリカ合衆国議会が制定。
- 英雄の日（英語版）（ モザンビーク）
1969年のこの日、モザンビークの独立指導者・エドゥアルド・モンドラーネが、爆弾入りの荷物により暗殺された。
- 解放殉死者の日（ サントメ・プリンシペ）
- 退役軍人の日（ タイ）
- ベトナム共産党設立記念日（ ベトナム）
1930年。ベトナムの都市によくある「2月3日通り」（Đường 3 Tháng 2）はこれに由来する[26]。